# Dos Enfermos
Dos Enfermos es el nombre de una variedad cultivar de manzano (Malus domestica). Esta manzana es originaria de Galicia, está cultivada en la colección de árboles frutales y banco de germoplasma de Mabegondo con el N.º 293; ejemplares procedentes de esquejes localizados en San Xoán de Cerdeira, parroquia del municipio de As Neves (Pontevedra).

## Sinónimos
- "Manzana Dos Enfermos",[4][5]
- "Maceira Dos Enfermos".

## Características
El manzano de la variedad 'Dos Enfermos' tiene un vigor vigoroso. Tamaño grande y porte erguido.
Época de inicio de brotación a partir del 20 de abril y de floración a partir del 29 de abril.
Las hojas tienen una longitud del limbo de tamaño medio, con la máxima anchura del limbo es estrecha. Longitud de las estípulas es corta y la máxima anchura de las estípulas es desconocido. Denticulación del borde del limbo es serrado, con la forma del ápice del limbo cuspidado y la forma de la base del limbo es agudo. Con subestípulas ausentes.
Sus flores tienen una longitud de los pétalos media, con una anchura de los pétalos estrecha, disposición de los pétalos en contacto entre sí, con una longitud del pedúnculo medio.
La variedad de manzana 'Dos Enfermos' tiene un fruto de tamaño medio, de forma globoso-cónica, de color bicolor, con chapa completa, e intensidad fuerte. Epidermis de textura suave, con pruina en su superficie y con presencia de cera media. Sensibilidad al "russeting" (pardeamiento áspero superficial que presentan algunas variedades) muy poco sensible. Con lenticelas de tamaño grande.
Los sépalos están dispuestos de forma variable, y superpuestos en su base; su fosa calicina es profunda y de una anchura ancha. Pedúnculo de grosor grueso y de longitud medio, siendo la cavidad peduncular de una profundidad profunda y de anchura ancha. Con pulpa de color blanca, cuya firmeza es intermedia y su textura es intermedia; su jugosidad es jugosa, con sabor de acidez alta, y poco aromática.
Época de maduración y recolección a partir del 15 de octubre. 'Dos Enfermos' es una manzana que su destino es la conservación de esta variedad en el banco de germoplasma de Mabegondo como reserva genética.

## Susceptibilidades
- Oidio: no presenta
- Moteado: no presenta
- Raíces aéreas: ataque fuerte
- Momificado: no presenta
- Pulgón lanígero: ataque débil
- Pulgón verde: ataque medio
- Araña roja: no presenta
- Chancro del manzano: no presenta.[3]